# Tuuri (mythologie)
Pour les articles homonymes, voir Tuuri.
Tuuri est une divinité assez mal connue de la mythologie finnoise ; c'est peut-être un dieu de la chance, du succès et des moissons. Tuuri est aussi rapproché de Thor dans la mythologie scandinave et de Taara (en) dans la mythologie estonienne ; il serait alors un dieu céleste, maître du tonnerre et de l'orage.
Le nom apparaît dans le Kalevala : « …l'île située au milieu des flots, le pays riche de miel, la nouvelle demeure de Tuuri, la maison découverte de Palvonen ».
Tuuri est également le nom d'un village (en) dépendant de la municipalité d'Alavus, dans la région d'Ostrobotnie du Sud. C'est aussi un nom de famille répandu en Finlande.